# Валевский, Анастазий
Анастазий Валевский (Anastazy Walewski, ум. 18 января 1815, Валевице) — польский шляхтич и военный, камергер королевский, ротмистр хоругви 1-й бригады Национальной кавалерии.

## Биография
Представитель польского шляхетского рода Валевских герба «Першхала». Сын каштеляна ленчицкого Юзефа Валевского (ок. 1710—1763) и Юзефы Колонны-Валевской.
В 1764 году А. Валевский был избран послом (депутатом) от Ленчицкого воеводства на элекционный сейм, где поддержал кандидатуру Станислава Августа Понятовского.
В 1766 году был депутатом от Ленчицкого воеводства на ординарный сейм. Консуляр Постоянного Совета (1780).
В 1780 году был награждён Орденом Святого Станислава. Создатель дворца в Валевицах.

## Семья и дети
1-я жена — Магдалена Тизенгауз
2-я жена — Анна Пулавская, сестра Казимира Пулавского. От второго брака имел единственного сына:
- Ксаверий Колонна-Валевский

3-я жена с 1804 по 1812 год — Мария Лончиньская (1786—1817), ставшая затем любовницей французского императора Наполеона Бонапарта. Дети от третьего брака:
- Антоний Базилий Валевский (1805—1833).